# شکار نهنگ بومیان

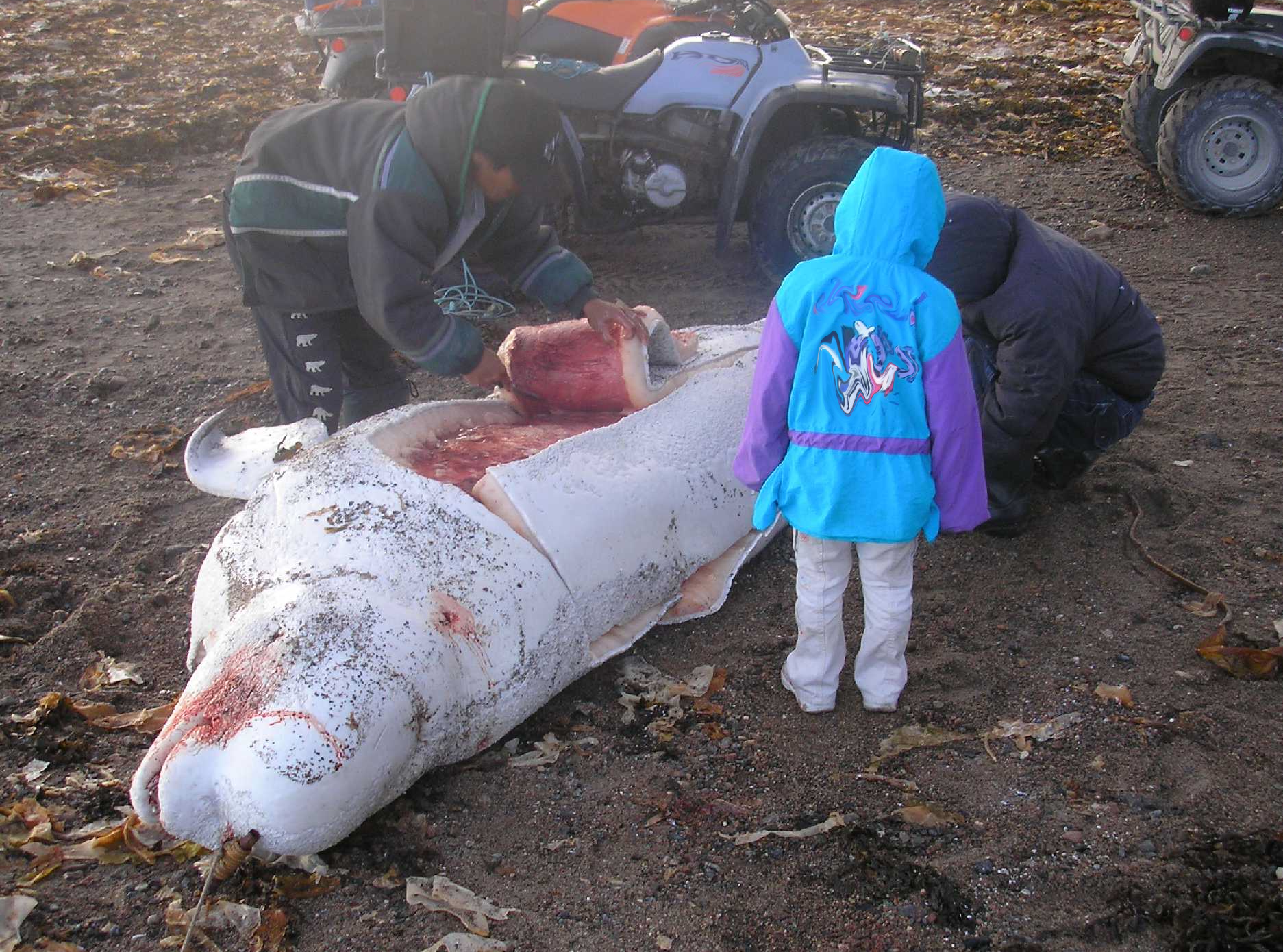
شکار نهنگ اینویت، ۲۰۰۷. نهنگ بلوگا به خاطر ماکتاک (پوست) که منبع مهم ویتامین C است، پیه‌گیری می‌شود.

شکار نهنگ بومیان (به انگلیسی: Aboriginal whaling) شکار نهنگ توسط مردم بومی است که توسط کمیسیون بین‌المللی شکار نهنگ به رسمیت شناخته شده‌است یا شکار به عنوان بخشی از فعالیت‌های بومی توسط کشور در نظر گرفته می‌شود. طبق مقررات بین‌المللی مجاز است، اما در برخی کشورها موضوع بحث‌برانگیز برجای مانده‌است. (شکار آب‌بازسانان کوچک‌تر در شکار دلفین تحت پوشش قرار می‌گیرد) معمولاً بخشی از اقتصاد معیشتی در نظر گرفته می‌شود. در برخی جاها، به جای تماشای نهنگ، شکار نهنگ جایگزین شده‌است. این مقاله به جوامعی می‌پردازد که به شکار ادامه می‌دهند. جزئیات مربوط به جوامعی که به این عمل پایان داده‌اند را می‌توان در تاریخچه صید نهنگ یافت.

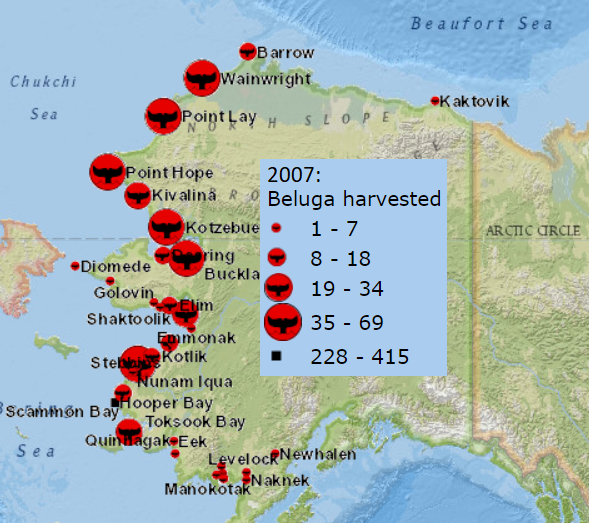
برداشت آلاسکا بلوگا در سال ۲۰۰۷